# Угольное (Якутия)
У́гольное — село в Верхнеколымском улусе Саха (Якутии) России, административный центр Угольнинского наслега.

## География
Село расположено на берегу горной реки Зырянка, на расстоянии 65 км к западу от посёлка городского типа Зырянка, административного центра улуса.

## История
Село образовано в 1936 году. Является одним из первых населённых пунктов улуса. Ранее носило наименование Угольная Зырянка.

## Население
| 1989 | 2001 | 2002 | 2010 | 2012 | 2013 | 2014 |
| ---- | ---- | ---- | ---- | ---- | ---- | ---- |
| 1400 | ↘595 | ↘580 | ↘329 | ↘304 | ↘280 | ↘268 |
| 2015 | 2016 | 2017 | 2018 | 2019 | 2020 | 2021 |
| ↘253 | ↗256 | ↘247 | ↘233 | ↘228 | ↘214 | ↘208 |

## Улицы
| - ул. Дорожная, - ул. Озёрная, | - ул. Строителей, - ул. Шахтёров. |

## Инфраструктура
В селе есть средняя общеобразовательная школа (открыта в 1946 году), детский сад «Малыш», дизельная электростанция, клуб, ФАП, водоочистные сооружения, а также находится управление ЗАО «Зырянский угольный разрез», которое занимается добычей угля открытым способом на территории наслега.